# Torben Meyer

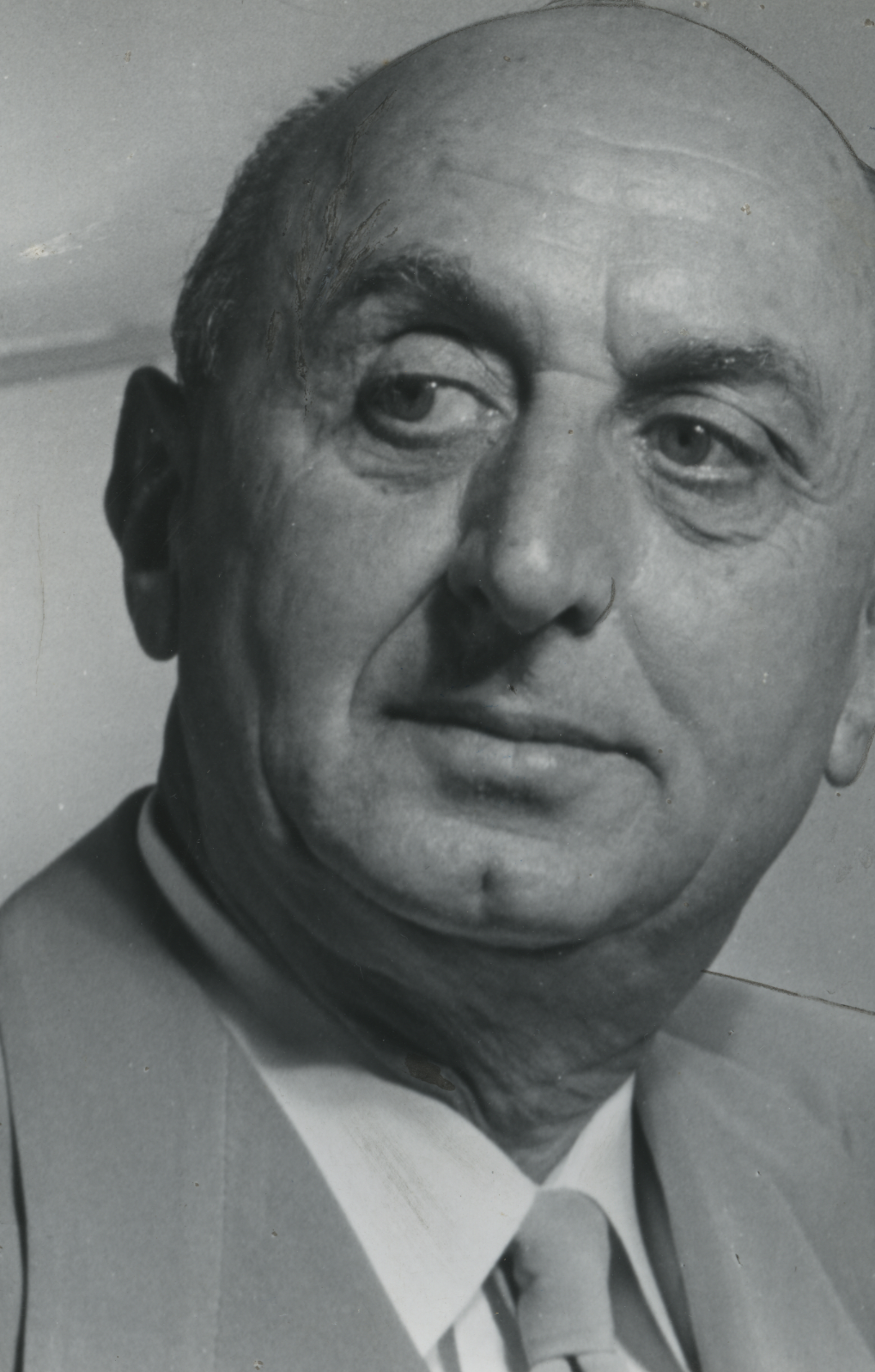
Torben Meyer i 1950.

Torben Meyer, född Torben Emil Meyer 1 december 1884 i Århus, död 7 juni 1975 i Hollywood i Kalifornien, var en dansk skådespelare.

## Biografi
Meyer blev som 14-årig sänd till Paris av sin far för att utbilda sig inom hotellyrket. När han återkom till Danmark 1902 inledde han dramastudier för Peter Fjelstrup och var elev vid Dagmarteatret 1904–1907.
Han engagerades 1908 vid Det Ny Teater där han verkade fram till 1927, då han efter en schism med teaterledningen emigrerade till Hollywood.
Meyer filmdebuterade som statist 1910 i Afgrunden och kom att medverka i drygt 65 stumfilmer. Ytterligare runt 180 roller följde under ljudfilmseran. Den roll han är mest ihågkommen för är den som tysk ex-domare i Stanley Kramers Dom i Nürnberg från 1961.

## Filmografi i urval
- 1913 – Kärleken rår
- 1919 – En ung mans väg
- 1922 – Det var en gång
- 1930 – Hjärtan bakom mask
- 1931 – Trådlöst och kärleksfullt
- 1931 – Lika inför lagen
- 1931 – Halvvägs till himlen
- 1935 – Roberta
- 1937 – Fången på Zenda
- 1937 – Kamrater i Paris
- 1937 – På hal is
- 1938 – Det spökar på Rivieran
- 1940 – Jul i juli
- 1940 – Diktatorn
- 1941 – Kvinnan Eva
- 1941 – Med tio cents på fickan
- 1942 – Dårarnas paradis
- 1942 – Casablanca
- 1944 – Ja, må han leva!
- 1944 – Miraklet
- 1947 – Åh, en sån onsdag
- 1948 – Otrogen u.p.a.
- 1951 – Blå slöjan
- 1955 – Trasiga änglar
- 1958 – Flugan
- 1961 – Dom i Nürnberg